# Querellante (Chile)
Querellante es la persona que presenta la querella ante el juez competente. Esta podrá ser interpuesta por la víctima, por su representante legal o heredero testamentario, así como los sujetos que se individualizan en el artículo. 111 inciso 2.º y 3.º del Código Procesal Penal, que al interponer la querella en el procedimiento penal y, mientras ella se encuentre vigente, tienen los derechos y facultades que la ley procesal les acuerda.
En el inciso 2.º del artículo 111 del Código de Procedimiento Penal, se establece que puede interponer querella cualquier persona capaz de parecer en juicio domiciliada en la provincia, respecto de hechos punibles cometidos en la misma, que constituyeren delitos terroristas, o delitos cometidos por un funcionario público que afecten derechos de las personas garantizados por la Constitución o contra la probidad pública. 
Por su parte en el inciso 3.º de la misma norma se limita la intervención de los órganos y servicios públicos, los que solo pueden interponer querella cuando sus respectivas leyes orgánicas les otorguen expresamente las potestades correspondientes
En el derecho comparado, por su inoperancia, la tendencia apunta a restringir la denominada acción popular dentro del proceso penal, limitándola solo a los casos en que se ven afectados intereses difusos, surge de esta forma el concepto de querellante colectivo, figura que permite que no solo las personas individuales puedan asumir el papel de acusadoras sino también instituciones, fundaciones o asociaciones de ciudadanos.
En el derecho comparado se admiten dos casos de acción colectiva, la se concede frente a la afectación de bienes colectivos (medio ambiente, seguridad colectiva, etc.) y; las que surgen a solicitud de la víctima, cuando se considere vulnerable o especialmente desprotegida (maltrato femenino, infantil o delitos sexuales).
Hasta antes de la modificación introducida por el artículo 1 número 9) de la Ley 20.074, nuestro Código procesal Penal, establecía el primer criterio en un sentido amplio, permitiendo deducir querella a cualquier persona capaz de parecer en juicio domiciliada en la región, respecto de delitos cometidos en la misma que afectaren intereses sociales relevantes o de la colectividad en su conjunto. Después de la ley antedicha, la posibilidad de interponer querella se redujo solo a los delitos de gran trascendencia pública como el terrorismo, la corrupción (delitos contra la probidad pública) o los crímenes contra la humanidad (delitos cometidos por un funcionario público que afectaren derechos de las personas garantizados por la Constitución). Esta reforma legal tuvo por objeto reducir al máximo la intervención de los órganos y servicios públicos en el proceso penal, reconociéndoles legitimación activa como querellantes solo en los casos que sus respectivas leyes orgánicas así lo dispongan, para con ello a su vez evitar una doble persecución penal en virtud de la intervención de los mismos y el ministerio público.
Existen dos requisitos para interponer la querella en caso de acción popular:
- en primer lugar uno de naturaleza procesal que consiste en la capacidad de comparecer en juicio.
- un segundo de índole territorial, supone la exigencia de una vinculación estable entre el legitimado activo y el quehacer de la región o provincia, a fin de que el mecanismo sea utilizado debidamente y no para fines extraños.

## Clases de querellantes
En el derecho comparado, es posible distinguir tres clases de participación del querellante en el proceso penal: el querellante conjunto adhesivo, el querellante conjunto autónomo, cuya intervención se circunscribe a los delitos de acción penal pública y mixta y el querellante privado, cuya actividad se limita a los delitos de acción privada. Analicemos cada una de estas figuras:
- Querellante conjunto adhesivo: este tipo de querellante participa en los delitos de acción penal pública y mixta como colaborador y control externo del ministerio público y como tal, la ley lo priva de cualquier actuación autónoma del mismo. Su intervención es en consecuencia accesoria del acusador oficial. De este modo, si el fiscal no acusa o no interpone recursos, el querellante está vedado de hacerlo por su cuenta. Sin embargo, se puede desencadenar mecanismos de control judicial y administrativo, en aquellos casos en que se encuentre comprometida la legalidad por alguna actuación del ministerio público.

- Querellante conjunto autónomo: tiene atribuciones semejantes a las del ministerio público y las ejerce de manera paralela y autónoma. Puede acusar aunque el ministerio público no lo haga, por lo tanto, posee plena autonomía no solo formal, sino que también material, esto es, representación plena de la persecución punitiva ejercida sin limitación alguna.

- Querellante privado: es el querellante exclusivo y excluyente en los delitos de acción penal privada, máxima manifestación de la privatización de la persecución penal, aunque la mayoría de los sistemas les reconoce una intervención residual. En estos casos, el interés privado prevalece por sobre el interés público en la persecución penal, lo que permite que la autonomía de la voluntad y el poder de decisión del ofendido jueguen un papel relevante en el inicio, desarrollo y desenlace del procedimiento. En este sentido, es consustancial a la acción privada la posibilidad de renuncia o desistimiento de la querella. Así también, la conciliación pone término al procedimiento y la inactividad del querellante, demostrativa del escaso interés en la persecución, determina el fin del procedimiento por el abandono de la acción y el sobreseimiento definitivo de la causa.

## El querellante en el código Procesal penal
Tratándose de los delitos de acción penal pública y mixta, establece la figura del querellante conjunto adhesivo, aunque le confiere un poder especialmente intenso en el ámbito del forzamiento de la acusación. Efectivamente, inspirado en el objetivo político criminal de conferir mayor protagonismo a la víctima en el proceso penal, el legislador mantuvo la figura del querellante particular que contemplaba el CdePP, concediéndole algunas facultades adicionales que han aumentado su poder en el procedimiento. En virtud de ello, se estableció expresamente la figura del forzamiento de la acusación a la que hacíamos referencia. Asimismo, el querellante particular posee la facultad de intervenir activamente en el procedimiento (por ejemplo mediante la proposición de diligencia conforme al art. 183), puede adherir a la acusación o presentar una particular, ofrecer y presentar prueba en juicio, deducir recursos, etc.
Por su parte, tratándose de delito de acción privada, el querellante tiene la carga de la persecución penal, pues no interviene el ministerio público y debe iniciar el procedimiento por acción privada previsto en el Título II del Libro IV del CPP. Todo el impulso procesal recae sobre sus hombros y su inactividad o pasividad conduce al sobreseimiento definitivo de la causa (arts. 401 y 402 del CPP). La excepción está contenida en el inciso 2 del art. 401, cuando establece que “una vez iniciado el juicio, no se dará lugar al desistimiento de la acción privada, si el querellado se opusiere a él.